# Arvid Spångberg
Arvid Spångberg (n. 3 aprilie 1890, Stockholm, Suedia-Norvegia – d. 11 mai 1959, New York City, New York, SUA) a fost un săritor în apă ce a reprezentat Suedia, medaliat olimpic. A participat la o ediție a Jocurilor Olimpice (1908) în care a câștigat o medalie de bronz.

## Participări
Lista de mai jos prezintă principalele competiții la care a participat Arvid Spångberg de-a lungul carierei.
- diving at the 1908 Summer Olympics – men's 10 metre platform[*]